# Hymedesmia norvegica
Hymedesmia norvegica är en svampdjursart som beskrevs av Thiele 1903. Hymedesmia norvegica ingår i släktet Hymedesmia och familjen Hymedesmiidae. Inga underarter finns listade i Catalogue of Life.